# Дерзкие дни
«Дерзкие дни» — российский фильм режиссёра Руслана Бальтцера. Премьера состоялась 5 апреля 2007 года.

## Сюжет
В городе Ялте грядут выборы мэра. Нынешний градоначальник хочет переизбраться на новый срок. Он обещает ялтинцам грядущий культурный расцвет, а для начала устраивает выставку экспонатов Британского музея, среди которых шпага знаменитого пирата и губернатора Генри Моргана. Капитан «Тортуги» Марсель Петрович, главарь ОПГ, хочет заполучить эту шпагу в свою коллекцию оружия.
Мэру важно показать избирателям, что он борец с преступностью. Журналисты отождествляют его с пиратом и губернатором Морганом, в городе ходят фальшивые евро, которые печатают на «Тортуге», сын градоначальника Тимур сколотил молодёжную группировку «Чёрные коты». Мэр хочет до выборов показательно осудить какого-нибудь бандита.
В Ялте есть группа «Urban Monkeys», практикующие паркур, занимаются единоборствами. Лидера «обезьян» Игната покрывает полковник милиции Мороз. Но «обезьяны» раскрашивают милицейские машины и попадают в отделение милиции, где Игнат находит 40 тысяч фальшивых евро, принадлежавших Марселю.
Лина, с которой познакомился Игнат, устроилась певицей в молодёжный клуб, но её в качестве долга забирает Марсель. «Urban Monkeys» распадаются.
Лина под предлогом сбегает с «Тортуги» к Игнату, на которого нападают подручные Марселя. Он отправляется на «Тортугу» и успешно предлагает Марселю в подарок сорок тысяч евро. Марсель обнаруживает, что деньги их собственные и отправляет за Игнатом шестерых людей. Они доставляют Игната с Линой обратно. Марсель предлагает Игнату похитить для него шпагу Моргана, а Лину оставляет в заложниках.
Игнат снова собирает «Urban Monkeys» и крадёт шпагу. Тимур отказывается отдавать шпагу в обмен на девушку и делает встречное предложение: взять его в долю при сбыте фальшивых евро, ведь связи его отца могут значительно ускорить бизнес и увеличить доходы. В знак дружбы Тимур преподносит Марселю шпагу, попросив оставить Лину.
«Обезьяны» высаживаются на «Тортуге» и грузят фальшивки на катер. Катер Марселя ловит милиция.

## В ролях
| Актёр            | Роль            |
| ---------------- | --------------- |
| Андрей Дементьев | Игнат           |
| Марина Игнатова  | Лина            |
| Гоша Куценко     | капитан         |
| Рустам Хазиев    | Тимур           |
| Александр Робак  | полковник Мороз |
| Виктор Сухоруков | мэр города      |
| Матвей Зубалевич | Михей           |
| Валерия Новикова | Хач             |
| Иван Трифонов    | Мутный          |

## Критика
Фильм получил смешанные отзывы от кинокритиков.
Издание Афиша и кинокритик Badcomedian дали фильму негативные оценки. Издания Кинокадр, Экранка.ру, Time Out и SQD.RU дали фильму средние баллы. Единственная положительная рецензия была опубликована Михаилом Судаковым из КГ-Портал.